# Fiona Hill

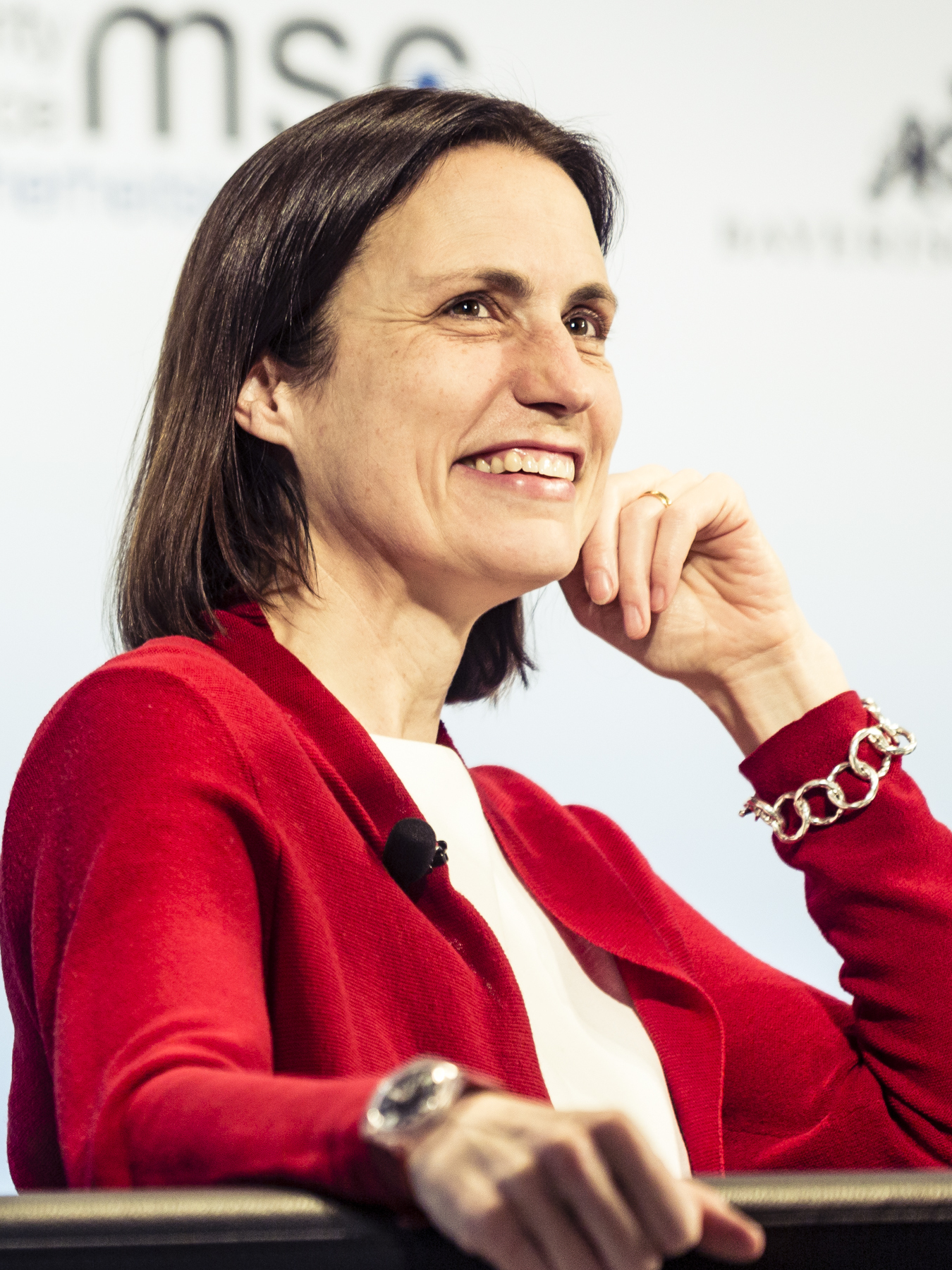
Fiona Hill (2017)

Fiona Hill (* Oktober 1965 in Bishop Auckland, County Durham, England) ist eine US-amerikanische Sicherheitsexpertin, deren Spezialgebiet die ehemalige Sowjetunion sowie russische und europäische Beziehungen sind. Von 2006 bis 2009 arbeitete sie unter den Präsidenten George W. Bush und Barack Obama als National Intelligence Officer für Russland und Eurasien im Nationalen Sicherheitsrat (NSC). Von Präsident Donald Trump wurde sie im März 2017 zur Sonderberaterin (Special Assistant to the President) und Leitenden Direktorin für europäische und russische Angelegenheiten (Senior Director for European and Russian Affairs) im NSC ernannt. Im Rahmen der Untersuchungen in der Ukraine-Affäre und des ersten Amtsenthebungsverfahrens gegen Donald Trump trat Hill im Juli 2019 von diesen Ämtern zurück und sagte im Oktober 2019 vor dem US-Repräsentantenhaus aus. Sie ist zurzeit Senior Fellow an der Brookings Institution in Washington und seit 2023 amtiert sie als Kanzlerin (Chancellor) der University of Durham. 

## Leben
Fiona Hill wurde 1965 im Nordosten Englands als Tochter des Bergmanns Alfred Hill († 2012) und dessen Frau June (geb. Murray) geboren. Als die meisten Kohlebergwerke in den 1960er Jahren geschlossen wurden, plante der Vater, in die USA auszuwandern, um in den Bergwerken von Pennsylvania oder West Virginia zu arbeiten. Wegen der Krankheit seiner Mutter (Fionas Großmutter) musste er  seinen Traum von einer Auswanderung in die USA aufgeben. Die Familie litt finanzielle Not und Fiona nahm bereits im Alter von dreizehn Jahren Gelegenheitsjobs an, um die Familie zu unterstützen.
Nach dem Besuch der Bishop Barrington School studierte sie an der University of St Andrews in Schottland Russisch und Moderne Geschichte, erhielt ein Stipendium von der University St Andrews und konnte 1987/88 ihre Russischkenntnisse an der Staatlichen Linguistischen Universität Moskau (Maurice-Thorez-Institut für Fremdsprachen) vervollständigen – Hill spricht fließend Russisch. 1989 schloss sie ihr Studium (in St Andrews) mit einem Master of Arts ab. Während dieser Zeit fasste sie unterschiedliche Karriere-Optionen ins Auge: Übersetzerin, Journalistin oder auch eine Tätigkeit im UK-Außenministerium.
Während eines Praktikums bei NBC lernte sie einen amerikanischen Professor kennen, der sie auf die Möglichkeit von US-Stipendien für Russlandstudien hinwies. Sie erhielt 1989 das angesehene Frank Knox Memorial Stipendium für ein post-graduate-Studium an der Harvard University und schloss dieses Studium 1991 mit einem Master of Arts über eine regionale Studie der UdSSR ab. Von 1991 bis 1999 hatte sie eine Reihe von Positionen an der John F. Kennedy School of Government inne, u. a. Koordinator der Trilateralen Studie über Japanisch-Russisch-USA-Beziehungen (1992), Leiterin eines Projekts über ethnische Konflikte in der ehemaligen Sowjetunion (1993/1994), stellvertretende Leiterin des Projekts Stärkung demokratischer Institutionen (1994–1999), Direktorin des jährlichen US-russischen Symposiums über Finanz- und Direktinvestitionsmöglichkeiten in Russland (1996–1999). In dieser Zeit lernte sie Kenneth Keen, ihren späteren Ehemann, kennen.
Hill promovierte 1998 bei Richard Pipes an der Harvard University mit der Dissertation In Search of Great Russia: Elites, Ideas, the State, and the Pre-Revolutionary Past in the New Russia 1991–1996 Von 1999 bis 2000 arbeitete sie als Direktorin für Strategische Planung bei der Eurasia Foundation in Washington D.C. 
Von 2006 bis 2009 war sie unter den Präsidenten George W. Bush und Barack Obama als National Intelligence Officer for Russia and Eurasia im Nationalen Sicherheitsrat (NSC) tätig. 2009 wurde sie Mitarbeiterin der Brookings Institution, einer etablierten Denkfabrik, wo sie von 2009 bis 2017 als Direktorin des Center on the United States and Europe (Zentrum für die Vereinigten Staaten und Europa) arbeitete. Als sie von Präsident Trump als Sonderberaterin (Special Assistant to the President) und Leitende Direktorin für europäische und russische Angelegenheiten (Senior Director for European and Russian Affairs) berufen wurde, ließ sie sich vom Brookings-Institut beurlauben (Leave of Absence).
Im Juni 2023 wurde sie als Kanzlerin der University of Durham genannt, bleibt aber dabei als senior fellow der Brookings Institution tätig.

## Aussage vor dem US-Repräsentantenhaus
Am 14. Oktober 2019 sagte Hill auf Vorladung des Kongresses zehn Stunden in geheimer Sitzung vor dem Geheimdienstausschuss des Repräsentantenhauses im Rahmen der Amtsenthebungsuntersuchung gegen Präsident Donald Trump aus. Am 21. November 2019 sagte sie an gleicher Stelle in einer öffentlichen Sitzung aus. Bei der Befragung machte sie ihr Unbehagen über die Rolle von Trumps persönlichem Anwalt Rudy Giuliani deutlich. Außerdem verurteilte sie republikanische Abgeordnete für das Verbreiten von Verschwörungstheorien. Diese spielten so der russischen Regierung als Ursprung dieser Theorien in die Hände.

## Persönliches
Mit ihrem Ehemann Kenneth Keen hat sie eine Tochter. Hill nahm 2002 die US-Staatsbürgerschaft an.

## Schriften (Auswahl)
- mit Pamela Jewett: Back in the USSR: Russia’s Intervention in the Internal Affairs of the Former Soviet Republics and the Implications for United States Policy Toward Russia. Harvard University, JKF School of Government, Strengthening Democratic Institutions Project, Cambridge 1994.
- mit Clifford G. Gady: The Siberian Curse: How Communist Planners Left Russia Out in the Cold. Brookings Institution Press, Washington D.C. 2003
- Energy Empire: Oil, Gas and Russia's Revival. Brookings Institution Press, Washington D.C. 2004
- Moscow discovers soft power. Brookings Institution Press, Washington D.C. 2006
- mit Omer Taspinar: Russia and Turkey in the Caucasus: Moving Together to Preserve Status quo?  Russie.Nei.Visions , no 8, Januar 2006, Ifri Research Programme Russia/NIS.
- mit Clifford G. Gaddy: Mr. Putin: Operative in the Kremlin. Brookings Institution Press, Washington D.C. 1. Aufl. 2013, erweiterte 2. Aufl. 2015
- There is Nothing for You Here. Houghton Mifflin, Boston 2021, ISBN 978-0-358-57431-6